# Marcel Knapp
Marcel Knapp (* 1995) ist ein deutscher Grasskiläufer. Er startet seit 2010 im Weltcup und zählt derzeit zu den stärksten deutschen Nachwuchsläufern.

## Karriere
Nach mehreren Erfolgen im Nachwuchsbereich, unter anderem dem mehrmaligen Gewinn der Schülerwertung im Deutschlandpokal, startet Marcel Knapp seit 2010 auch in FIS- und Weltcuprennen. In den FIS-Rennen erreichte er von Beginn an Platzierungen unter den besten 20, was ihm auch bei seinen ersten Weltcupstarts im Juli 2010 in Goldingen gelang. Insgesamt nahm der Deutsche in der Saison 2010 an sechs der elf Weltcuprennen teil, wobei er sein bislang bestes Ergebnis mit Platz 15 im Slalom von Faistenau erreichte. Im Gesamtweltcup erzielte er mit vier Top-20-Ergebnissen den 38. Endrang, womit er hinter Florian Sauer und Benjamin Bennett der drittbeste Deutsche war. Diese Reihung ergab sich auch im Deutschlandpokal 2010, in dem Marcel Knapp hinter den punktegleichen Siegern Sauer und Bennett den dritten Gesamtrang belegte. Bei der Juniorenweltmeisterschaft 2010 im iranischen Dizin erreichte er den achten Rang im Slalom und kam in den anderen Bewerben jeweils unter die besten 20. Ein Jahr später fuhr er bei der Juniorenweltmeisterschaft 2011 in Goldingen als Sechster des Slaloms und Siebter der Kombination zweimal in die Top 10. Den Super-G beendete er an 17. Position. Auch bei der zeitgleich stattfindenden Weltmeisterschaft in der Allgemeinen Klasse erreichte Knapp als Zehnter des Slaloms ein Top-10-Ergebnis. In den anderen Disziplinen platzierte er sich zwischen Rang 22 und Rang 26. Im Weltcup fuhr Knapp in der Saison 2011 in zwei Rennen unter die schnellsten 20. Im Gesamtweltcup verbesserte er sich auf Rang 30. Im Deutschlandpokal gewann er 2011 die Jugendklasse und wurde in der Gesamtwertung Zweiter hinter Benjamin Bennett.
Auch 2012 erreichte Knapp im Deutschlandpokal den zweiten Gesamtrang hinter Benjamin Bennett und den ersten Platz in der Jugendklasse. In Weltcuprennen waren seine besten Ergebnisse der Saison 2012 zwei 16. Plätze im Slalom von Předklášteří sowie in der Super-Kombination von Rettenbach. Zudem erreichte er erstmals Top-10-Platzierungen in FIS-Rennen, womit er 27. im Gesamtweltcup wurde. Bei der Juniorenweltmeisterschaft 2012 in Burbach erzielte Knapp ähnliche Ergebnisse wie im Vorjahr. Bestes Resultat war der fünfte Rang im Slalom.

## Erfolge

### Weltmeisterschaften
- Goldingen 2011: 10. Slalom, 22. Super-Kombination, 23. Riesenslalom, 26. Super-G

### Juniorenweltmeisterschaften
- Dizin 2010: 8. Slalom, 13. Super-Kombination, 16. Riesenslalom, 20. Super-G
- Goldingen 2011: 6. Slalom, 7. Kombination, 17. Super-G
- Burbach 2012: 5. Slalom, 6. Super-Kombination, 7. Riesenslalom, 13. Super-G
- San-Sicario 2014: 2. Slalom, 1. Super-Kombination, 1. Riesenslalom, 5. Super-G

### Weltcup
- 9 Platzierungen unter den besten 20

### Deutschlandpokal
- 2010: 3. Gesamtrang
- 2011: 2. Gesamtrang
- 2012: 2. Gesamtrang